# برج رادیو و تلویزیون ریگا
برج رادیو و تلویزیون ریگا برجی مخابراتی در شهر ریگا، کشور لتونی است. این برج ۳۶۸ متر ارتفاع دارد و سومین برج مخابراتی بلند در اروپا است.